# Espacio uniforme
En topología y análisis funcional, un espacio uniforme es un conjunto dotado de una estructura uniforme que permite estudiar conceptos como  continuidad uniforme, completitud y convergencia uniforme.  
La diferencia esencial entre un espacio topológico y un espacio uniforme está en que en un espacio uniforme, se puede formalizar la idea de "x1 está tan lejos de x2 como y1 lo está de y 2" mientras que en un espacio topológico se puede formalizar solamente que "un punto x está arbitrariamente cerca de un conjunto A" (es decir, en el cierre de A) o, tal vez, que "un entorno A de x es más pequeño que otro entorno B", pero la estructura topológica sola no da idea de la proximidad relativa entre los puntos.
Los espacios uniformes generalizan los espacios métricos y abarcan las topologías de los grupos topológicos y por lo tanto son la base de la mayor parte del análisis. Se deben a Henri Cartan y fueron introducidos a través de Bourbaki.

## Definición
Existen tres definiciones equivalentes de espacio uniforme. Cada una de ellas difiere en el tipo de estructura con que se dota a un conjunto X para introducir el concepto de proximidad, pero los resultados que se obtienen son equivalentes.

### Definición como colección deentourages
Si  {\displaystyle X} es un conjunto, una colección {\displaystyle \Phi } no vacía de subconjuntos del producto cartesiano {\displaystyle X\times X} es llamada una estructura uniforme en {\displaystyle X} si se satisfacen los siguientes axiomas: 
1. si  {\displaystyle U\in \Phi }, entonces {\displaystyle \Delta _{X}\subseteq U}, siendo {\displaystyle \Delta _{X}=\{(x,x):x\in X\}} la diagonal en {\displaystyle X\times X}.
2. si  {\displaystyle U\in \Phi }, entonces {\displaystyle U^{-1}\in \Phi }, siendo {\displaystyle U^{-1}=\{(y,x)\colon (x,y)\in U\}}.
3. si  {\displaystyle U\in \Phi } y {\displaystyle V} es un subconjunto de {\displaystyle X\times X} tal que {\displaystyle U\subseteq V}, entonces {\displaystyle V\in \Phi }.
4. si  {\displaystyle U,V\in \Phi }, entonces {\displaystyle U\cap V\in \Phi }.
5. si  {\displaystyle U\in \Phi }, entonces existe un {\displaystyle V\in \Phi } tal que, siempre que {\displaystyle (x,y)\in V} y {\displaystyle (y,z)\in V}, se verifica {\displaystyle (x,z)\in U}.

Un conjunto {\displaystyle X} junto con una estructura uniforme {\displaystyle \Phi } se denomina un espacio uniforme. Los elementos de {\displaystyle \Phi } se llaman entourages. Si se omite la segunda condición, se dice que el espacio es quasiuniforme.
La condición 5 se puede formalizar con la noción de encadenamiento o composición. Dados dos conjuntos V y U podemos componerlos en la forma {\displaystyle V} ° {\displaystyle U=\{(x,z)\colon } existe {\displaystyle y\in X}, tal que {\displaystyle (x,y)\in U,(y,z)\in V\}}. Entonces, la condición 5 dice que para todo {\displaystyle U\in \Phi }, existe {\displaystyle V\in \Phi } tal que {\displaystyle V} ° {\displaystyle V\subseteq U}.
Dado un punto {\displaystyle x\in X} puede definirse el conjunto {\displaystyle U[x]=\{y:(x,y)\in U\}}. En un gráfico esquemático, puede representarse un entourage como un área que abarque la diagonal "{\displaystyle y=x}"; cada conjunto {\displaystyle U[x]} sería entonces la sección vertical en la ordenada {\displaystyle y=x}. Si {\displaystyle (x,y)\in U}, se dice que {\displaystyle x} e {\displaystyle y} son U-próximos. De la misma forma, si todos los pares de puntos de un conjunto {\displaystyle A} son U-próximos (es decir, si {\displaystyle A\times A\subseteq U}), entonces se dice que {\displaystyle A} es U-pequeño.
Intuitivamente, dos puntos {\displaystyle x} e {\displaystyle y} son "cercanos" si el par {\displaystyle (x,y)} está contenido en muchos entourages. Un solo entourage captura un grado particular de "proximidad". Interpretados así, los axiomas significan lo siguiente: 
1. cada punto está cerca de sí mismo (es U-próximo para cualquier entourage {\displaystyle U}).
2. si {\displaystyle x} está cerca de {\displaystyle y}, entonces {\displaystyle y} está cerca de {\displaystyle x} (simetría).
3. relajar un grado de proximidad da otro grado de proximidad.
4. combinando dos grados de proximidad, se consigue otro.
5. para cada grado de proximidad, existe otro que captura "dos veces más cerca".

Diremos que un entourage {\displaystyle U} es simétrico si siempre que {\displaystyle (x,y)\in U} se verifica {\displaystyle (y,x)\in U}.
Un sistema fundamental de entourages de una estructura uniforme {\displaystyle \Phi } es cualquier colección B de entourages de {\displaystyle \Phi } tal que todo entourage de {\displaystyle \Phi } contiene un conjunto perteneciente a B. Aplicando la condición 3 se concluye que un sistema fundamental de entourages B es suficiente para especificar sin ambigüedad la estructura uniforme: {\displaystyle \Phi } es la colección de subconjuntos de {\displaystyle X\times X} que contienen un conjunto de B. Todo espacio uniforme tiene un sistema fundamental de entourages formado por entourages simétricos.
Una estructura uniforme {\displaystyle \Phi } es más fina que otra estructura uniforme {\displaystyle \Psi } sobre el mismo conjunto si {\displaystyle \Psi \subseteq \Phi }.

### Definición por medio de pseudométricas
Alternativamente, los espacios uniformes pueden definirse de forma equivalente utilizando familias de pseudométricas, un enfoque que es a menudo útil en el  análisis funcional, donde las pseudodistancias o pseudométricas pueden construirse a partir de seminormas. En este caso, la idea de "proximidad" está cuantificada por las pseudodistancias.
Más concretamente, sea {\displaystyle f\colon X\times X\longrightarrow \mathbb {R} _{\geq 0}} una pseudodistancia en un conjunto {\displaystyle X}. Se puede demostrar que las imágenes inversas {\displaystyle U_{a}=f^{-1}([0,a])} para {\displaystyle a>0} forman un sistema fundamental de entourages. Diremos que la estructura uniforme generada por dicho sistema está definida o determinada por {\displaystyle f}.
Dada una familia {\displaystyle \{f_{i}\}} de pseudodistancias en {\displaystyle X}, la estructura uniforme definida por la familia es el supremo de las estructuras uniformes definidas por las pseudodistancias individuales {\displaystyle f_{i}}. Las intersecciones finitas de entourages de las estructuras definidas por dichas pseudodistancias proporcionan un sistema fundamental de entourages para la estructura uniforme definida por la familia de pseudométricas. Si la familia es finita, puede obtenerse la misma estructura uniforme a partir de una única pseudodistancia: la envolvente superior {\displaystyle sup\{f_{i}\}} de todas las pseudodistancias.
También puede demostrarse que una estructura uniforme que admite un sistema fundamental de entourages numerable (y, en particular, una estructura definida por una familia numerable de pseudométricas) puede definirse por una única pseudométrica. A partir de aquí, se llega a deducir que cualquier estructura uniforme puede definirse a partir de una familia (no necesariamente numerable) de pseudométricas. 
Los espacios topológicos que se definen a partir de pseudométricas son denominados por algunos autores como espacios de calibración o gauge.

### Definición por recubrimientos uniformes
En el conjunto de recubrimientos de un conjunto X, se define una relación {\displaystyle \leq ^{\star }} de forma que dados dos recubrimientos {\displaystyle {\mathfrak {P}}} y {\displaystyle {\mathfrak {Q}}}, decimos que {\displaystyle {\mathfrak {P}}\leq ^{\star }{\mathfrak {Q}}} si para todo {\displaystyle A\in {\mathfrak {P}}} existe un {\displaystyle U\in {\mathfrak {Q}}} tal para todo {\displaystyle B\in {\mathfrak {P}}} que se interseque con {\displaystyle A} se verifica {\displaystyle B\subseteq U}. 
A partir de ahí, puede definirse un espacio uniforme como un conjunto {\displaystyle X} dotado con una colección particular de recubrimientos de {\displaystyle X}, formando un filtro bajo el orden {\displaystyle \leq ^{\star }}.
Esto equivale a afirmar:
1. {\displaystyle \{X\}} es un recubrimiento uniforme.
2. Si {\displaystyle {\mathfrak {P}}\leq ^{\star }{\mathfrak {Q}}} y {\displaystyle {\mathfrak {P}}} es un recubrimiento uniforme, entonces {\displaystyle {\mathfrak {Q}}} también es un recubrimiento uniforme.
3. Si {\displaystyle {\mathfrak {P}}} y {\displaystyle {\mathfrak {Q}}} son recubrimientos uniformes, entonces existe un recubrimiento uniforme {\displaystyle {\mathfrak {R}}} tal que {\displaystyle {\mathfrak {R}}\leq ^{\star }{\mathfrak {P}}} y {\displaystyle {\mathfrak {R}}\leq ^{\star }{\mathfrak {Q}}}.

Dado un punto {\displaystyle x} y un recubrimiento uniforme {\displaystyle {\mathfrak {P}}}, se puede considerar la unión de elementos de {\displaystyle {\mathfrak {P}}} a los que pertenece {\displaystyle x} como un entorno de {\displaystyle x} de "tamaño" {\displaystyle {\mathfrak {P}}}, y esta medida intuitiva se aplica uniformemente en todo el espacio.
Dada una colección de entourages, podemos decir que un recubrimiento {\displaystyle {\mathfrak {P}}} es uniforme si existe un entourage {\displaystyle U} tal que para todo {\displaystyle x\in X}, existe {\displaystyle A\in {\mathfrak {P}}} cumpliendo {\displaystyle U[x]\subseteq A}. Reciprocamente, dada una colección de recubrimientos uniformes, los conjuntos {\displaystyle \cup \{A\times A:A\in {\mathfrak {P}}\}}, definidos para cada recubrimiento uniforme {\displaystyle {\mathfrak {P}}}, forman un sistema fundamental de entourages de una estructura uniforme. Estas dos transformaciones son inversas entre sí.

## Topología de espacios uniformes

### Topología determinada por la estructura uniforme
Todo espacio uniforme {\displaystyle X} se convierte en un espacio topológico definiendo un subconjunto {\displaystyle A} de {\displaystyle X} como abierto si y solamente si para cada {\displaystyle x} en {\displaystyle A} existe un entourage {\displaystyle V} tal que {\displaystyle V[x]} es un subconjunto de {\displaystyle A}. La topología así definida se dice que está definida o determinada por la estructura uniforme. En esta topología, la colección de entornos de un punto {\displaystyle x} es {\displaystyle \{V[x]:V\in \Phi \}}. La existencia de una estructura uniforme hace posible la comparación de tamaño de entornos de puntos diferentes, al considerar que, para un entourage {\displaystyle V} fijado, los entornos {\displaystyle V[x]} y {\displaystyle V[y]} tienen el mismo tamaño.
Se dice que una estructura uniforme en un espacio topológico es compatible con la topología si la topología determinada por la estructura uniforme coincide con la topología de partida. En general, es posible que dos estructuras uniformes diferentes generen la misma topología en {\displaystyle X}.

### Espacios uniformizables
Se dice que un espacio topológico es uniformizable si existe una estructura uniforme compatible con la topología.
Todo espacio uniformizable es completamente regular y, reciprocamente, todo espacio completamente regular se puede convertir en un espacio uniforme (a menudo de muchas maneras) de modo que la topología inducida coincida con la dada.
Dado un espacio topológico completamente regular {\displaystyle X}, se puede construir una estructura uniforme compatible seleccionando la estructura uniforme menos fina para la que todas las funciones continuas en {\displaystyle X} con valores reales son uniformemente continuas. Un sistema fundamental de entourages para esta estructura estará formado por todas las intersecciones finitas de conjuntos {\displaystyle (f\times f)^{-1}(V)}, donde {\displaystyle f} es una función continua en {\displaystyle X} con valores reales y {\displaystyle V} es un entourage del espacio uniforme de los números reales {\displaystyle \mathbb {R} }.
Un espacio uniforme {\displaystyle X} es un espacio de Kolmogórov si y solamente si la intersección de todos los elementos de su estructura uniforme es igual a la diagonal {\displaystyle \Delta _{X}=\{(x,x):x\in X\}}. Si éste es el caso, {\displaystyle X} es de hecho un espacio de Tychonoff y, en particular, es de Hausdorff. La topología de un espacio uniformizable es siempre simétrica, es decir, dos puntos cualquiera distinguibles topológicamente están separados por entornos.

## Continuidad uniforme
Una función o aplicación uniformemente continua entre dos espacios uniformes es aquella en la que las imágenes inversas de los entourages son entourage en el espacio origen. De forma equivalente, se puede decir, que una aplicación es uniformemente continua si las imágenes inversas de los recubrimientos uniformes son recubrimientos uniformes del espacio origen. Todas las aplicaciones uniformemente continuas son continuas en la topología determinada por la estructura uniforme.
Los espacios uniformes, junto con las aplicaciones uniformes, forman una  categoría. Un isomorfismo en esta categoría se denomina isomorfismo uniforme. De la misma forma en que los homeomorfismos entre espacios topológicos preservan las propiedades topológicas, una propiedad que es preservada por las funciones uniformemente continuas entre espacios uniformes se denomina propiedad uniforme . 

## Completitud
La noción de espacio métrico completo puede generalizarse de forma que se pueda aplicar también en espacios uniformes. Para ello, se utilizan filtros de Cauchy en las definiciones básicas, en lugar de sucesiones de Cauchy, .
Un filtro de Cauchy en un espacio uniforme {\displaystyle X} es un filtro {\displaystyle F} tal que, para todo entourage {\displaystyle U}, existe {\displaystyle A\in F} cumpliendo {\displaystyle A\times A\subseteq U}. En otras palabras, un filtro es de Cauchy si contiene conjuntos "arbitrariamente pequeños". Se deduce de las definiciones que todo filtro convergente (respecto a la topología determinada por la estructura uniforme) es un filtro de Cauchy.
Se dice que un espacio uniforme es completo si todo filtro de Cauchy es convergente. 
Los espacios completos satisfacen la siguiente propiedad: Sea {\displaystyle A} un subconjunto denso en un espacio uniforme {\displaystyle X} y sea {\displaystyle Y} un espacio uniforme . Toda aplicación uniformemente continua {\displaystyle g:A\rightarrow Y} puede extenderse de forma única a una aplicación uniformemente continua {\displaystyle f:X\rightarrow Y}.
Un espacio topológico que puede dotarse con una estructura de espacio uniforme completo compatible con la topología se denomina espacio completamente uniformizable.

### Completitud de Hausdorff de un espacio uniforme
Al igual que sucede con los espacios métricos, todo espacio uniforme {\displaystyle X} posee completitud de Hausdorff. Es decir, existe un espacio uniforme completo de Hausdorff {\displaystyle Y} y una aplicación uniformemente continua {\displaystyle i\colon X\rightarrow Y} con la siguiente propiedad universal:
para toda aplicación uniformemente continua {\displaystyle f} de {\displaystyle X} en un espacio uniforme completo de Hausdorff {\displaystyle Z}, existe una aplicación uniformemente continua única {\displaystyle g:Y\rightarrow Z} tal que {\displaystyle f=gi}.
La completitud de Hausdorff {\displaystyle Y} es única salvo isomorfismos. Puede tomarse como conjunto {\displaystyle Y} la colección de filtros de Cauchy minimales (según la relación de inclusión) en {\displaystyle X} y como aplicación {\displaystyle i} la aplicación que hace corresponder a cada punto {\displaystyle x} la colección de entornos de {\displaystyle x} (la cual se puede demostrar que es un filtro minimal).
La estructura uniforme en {\displaystyle Y} se construye partiendo de la estructura uniforme en {\displaystyle X}. Para cada entourage simétrico {\displaystyle V} en {\displaystyle X}, sea {\displaystyle C(V)} el conjunto de todos los pares {\displaystyle (F,G)} de filtros de Cauchy minimales que tienen en común al menos un elemento de {\displaystyle V}. Entonces, los conjuntos {\displaystyle C(V)} constituyen un sistema fundamental de entourages para la estructura uniforme requerida en {\displaystyle Y}.
La aplicación {\displaystyle i} no es necesariamente inyectiva. De hecho, la gráfica de la relación de equivalencia {\displaystyle R}, definida como {\displaystyle xRy} si y solo si {\displaystyle i(x)=i(y)} es la intersección de todos los entourages de {\displaystyle X}. Por lo tanto, {\displaystyle i} es inyectiva si y solo si {\displaystyle X} es de Hausdorff.
El conjunto {\displaystyle i(X)} es un subconjunto denso de {\displaystyle Y}. Si {\displaystyle X} es de Hausdorff, entonces {\displaystyle i} es un isomorfismo entre {\displaystyle X} y {\displaystyle i(X)}, por lo que {\displaystyle X} puede identificarse con un subconjunto denso de su completitud. Además, {\displaystyle i(X)} siempre es de Hausdorff y se le denomina espacio uniforme de Hausdorff asociado con {\displaystyle X}. El espacio cociente {\displaystyle X/R} es homeomorfo a {\displaystyle i(X)}.

## Ejemplos
- Todo espacio métrico {\displaystyle (M,d)} puede ser considerado como espacio uniforme definiendo un subconjunto {\displaystyle V} de {\displaystyle M\times M} como un entourage si y solo si existe un {\displaystyle \epsilon >0} tal que para todo {\displaystyle x,y\in M} con {\displaystyle d(x,y)<\epsilon } tenemos {\displaystyle (x,y)\in V}. Los conjuntos

{\displaystyle U_{a}=\{(x,y)\in X\times X:d(x,y)\leq a\}\quad {\text{para}}\quad a>0}
forman un sistema fundamental de entourages. Esta estructura uniforme genera la misma topología en {\displaystyle M} que la métrica de partida y proporciona definiciones equivalentes de continuidad uniforme y completitud. Sin embargo, diferentes espacios métricos pueden tener la misma estructura uniforme (un ejemplo trivial se obtiene multiplicando la distancia por una constante).
- A su vez, diferentes estructuras uniformes pueden generar la misma topología. Consideremos, por ejemplo, las métricas en {\displaystyle \mathbb {R} } definidas por {\displaystyle d_{1}(x,y)=|x-y|}  y {\displaystyle d_{2}(x,y)=|e^{x}-e^{y}|}. Ambas métricas generan la topología usual en {\displaystyle \mathbb {R} }; sin embargo, las estructuras uniformes son diferentes, puesto que {\displaystyle \{(x,y):|x-y|<1\}} es un entourage en la estructura uniforme para {\displaystyle d_{1}} pero no para {\displaystyle d_{2}}. Se puede considerar que el paso de una métrica a la otra es una transformación continua, pero no uniformemente continua.

- Todo grupo topológico {\displaystyle (G,*)} (y, por consiguiente, todo espacio vectorial topológico) se convierte en un espacio uniforme si definimos un subconjunto {\displaystyle V} de {\displaystyle G\times G} como un entourage si y solo si el conjunto {\displaystyle \{x*y^{-1}\colon (x,y)\in V\}} es una vecindad del elemento identidad de {\displaystyle G}. Esta estructura uniforme en {\displaystyle G} se llama la uniformidad derecha de {\displaystyle G}, porque para cada {\displaystyle a\in G}, la multiplicación derecha x |-> x*a es uniformemente continua con respecto a esta estructura uniforme. Se puede definir también una uniformidad izquierda en {\displaystyle G}; las dos no necesitan coincidir, pero ambas generan la topología dada.

- Dado un grupo topológico {\displaystyle G} y su subgrupo {\displaystyle H}, el conjunto de clases laterales izquierdas {\displaystyle G/H} es un espacio uniforme respecto a la uniformidad {\displaystyle \Phi } determinada por un sistema fundamental de entornos formado por los conjuntos {\displaystyle {\tilde {U}}=\{(s,t)\in G/H\times G/H:\ \ t\in U\cdot s\}}, siendo {\displaystyle U} un entorno de la identidad en {\displaystyle G}. Esta estructura uniforme determina en {\displaystyle G/H} la topología cociente definida por la proyección canónica {\displaystyle \pi \colon G\rightarrow G/H}.

- Dado un espacio compacto de Hausdorff {\displaystyle X}, existe una única estructura uniforme compatible con la topología. Los entourages de esta estructura son los entornos de la diagonal en {\displaystyle X\times X} según la topología producto. El espacio uniforme así definido es completo.

## Historia
Antes de que André Weil diese la primera definición explícita de una estructura uniforme en 1937, conceptos asociados a la uniformidad, como la completitud, se trataban utilizando espacios métricos. Nicolas Bourbaki proporcionó la definición de estructura uniforme en términos de entourages en el libro Topologie Générale y John Tukey presentó la definición por recubrimientos uniformes. Weil también caracterizó los espacios uniformes en términos de una familia de pseudométricas.